# 位山八幡神社
位山八幡神社（くらいやまはちまんじんじゃ）は、岐阜県下呂市萩原町山之口（益田郡萩原町山之口）にある神社（八幡宮）。

## 概要
創立年代は不祥。一説では仁徳天皇65年、武振熊命が両面宿儺を討伐のため飛騨国に進軍したさい、応神天皇を奉祀し、戦勝祈願を行った場所の一つであったという。武振熊命が戦勝祈願を願った場所に建立された飛騨八幡八社（位山、中津原（下原八幡神社）、乗政（乗政八幡神社）、森（森水無八幡神社）、久津（久津八幡宮）、一宮（飛騨一宮水無神社）、石浦（若宮八幡神社、高山（桜山八幡宮））の一つと言われている。
明治初期に村社となる。1956年（昭和31年）に位山八幡神社に改称する。

## 主祭神
- 応神天皇
- 仁徳天皇
- 神功皇后

## 境内社
- 忠魂碑（靖国の神霊を祀る）

## 天然記念物
- 位山八幡宮のイチイ

1970年（昭和45年）8月11日、岐阜県の天然記念物に指定。
- 位山八幡神社の社叢

1973年（昭和48年）5月30日、下呂市（当時は萩原町）の天然記念物に指定。